# Діжонська гірчиця
Діжонська гірчиця (фр. Moutarde de Dijon) — традиційна французька гірчиця, названа на честь міста Діжон в Бургундії.

## Історія
Діжон був центром виробництва гірчиці в ранньому Середньовіччі, а ексклюзивні права на виробництво у Франції отримав в XVII столітті. Вперше діжонська гірчиця була подана до столу короля Філіпа VI в 1336 році, але популярність здобула тільки в XVIII столітті. В 1634 році виробники оцту та гірчиці прийняли рішення об'єднатися в єдину мануфактуру з суворими правилами: кожен виробник міг мати тільки один магазин і одного підмайстра. У 1712 році був прийнятий статут, який, в тому числі, підписав Франсуа Нажон (François Naigeon), чий син — Жан Нажон (Jean Naigeon) в 1756 році змінив рецепт гірчиці, замінивши столовий оцет вержусом — кислим соком недостиглого винограду. В 1777 році в Діжоні було створено перше партнерське підприємство по виробництву гірчиці за оригінальною рецептурою з використанням білого вина, а в 1853 році Моріс Грей (Maurice Grey) винайшов паровий гірчичний млин, а пізніше заснував компанію з виробництва гірчиці Grey, на даний момент Grey Poupon. У 2008 році нідерландська компанія Unilever, якій належало кілька заводів з виробництва гірчиці в Європі, закрило підрозділ  Amora . З 15 липня 2009 року виробництво було перенесено з Діжону в сусіднє місто Шевіньї-Сен-Совер, а вісімдесят відсотків насіння гірчиці, з яких виробляють діжонську гірчицю, вирощені в Канаді.

## Склад
Основними інгредієнтами діжонської гірчиці є коричневі насіння гірчиці та біле вино або суміш з винного оцту, води та солі, що імітує смак вержуса. Діжонська гірчиця має палево-жовтий колір та насичений смак.

## Використання в кулінарії
Діжонська гірчиця уживається з м'ясними стравами як самостійна приправа або в складі соусів. Термін «діжонська» в назві страви позначає, що вона або соус до нього були приготовлено з використанням діжонської гірчиці.

## Географічне найменування
У 1937 році для діжонської гірчиці була введена сертифікація справжності походження. Завдяки давній історії виробництва гірчиці Діжон вважається «гірчичною столицею світу».